# Geyse Ferreira
Geyse da Silva Ferreira (Maragogi, 27 marzo 1998) è una calciatrice brasiliana, attaccante del NJ/NY Gotham, in prestito dal Manchester United, e della nazionale brasiliana.

## Carriera

### Club
Dopo un inizio di carriera in Brasile, dove colleziona 16 presenze condite da una rete fra Centro Olímpico e Corinthians, nel 2017 approda in Europa firmando per il Madrid CFF.
Con gli spagnoli gioca 11 incontri segnando 2 reti e nel maggio 2018 si trasferisce al Benfica, militante nella seconda divisione portoghese.
Raggiunge la nuova squadra a settembre, dopo la fine del Mondiale Under-20 e si rivela da subito titolare inamovibile segnando 16 reti nelle sue prime quattro partite.. Al termine della stagione conquista la promozione nella massima serie portoghese e vince la Taça de Portugal.

### Nazionale
Fra il 2016 ed il 2018 ha fatto parte della nazionale under 20 brasiliana con cui disputa il campionato sudamericano di Ecuador 2018, torneo che il Brasile si aggiudica accedendo così al successivo Mondiale di Francia 2018.
Ha esordito con la nazionale brasiliana nel settembre 2017 disputando l'amichevole vinta 4-0 contro il Cile e nel 2019 è stata selezionata per prendere parte al campionato mondiale.

## Palmarès

### Club
- Campionato portoghese femminile di seconda divisione: 1

Benfica: 2018-2019
- Coppa del Portogallo femminile: 1

Benfica: 2018-2019
- Supercoppa spagnola: 1

Barcellona: 2023
- Campionato spagnolo: 1

Barcellona: 2022-2023

#### Competizioni internazionali
- UEFA Women's Champions League: 1

Barcellona: 2022-2023

### Nazionale
- Campionato sudamericano under 20: 1

2018